# موکاح
موکاح (به لاتین: Mukah) یک منطقهٔ مسکونی در مالزی است.

## خصوصیات
موکاح ۷٬۹۱۶٫۳۳ کیلومترمربع مساحت و ۴۳٬۲۸۴ نفر جمعیت دارد.